# Dichagyris zeituna
Dichagyris zeituna là một loài bướm đêm trong họ Noctuidae.